# Myanmymar
Myanmymar aresconoides
Genre
Espèce
Myanmymar est un genre fossile de minuscules insectes hyménoptères térébrants de la famille des Mymaridae. Ce sont des parasitoïdes oophages. Une seule espèce est rattachée au genre : Myanmymar aresconoides.

## Présentation
Il a vécu au Crétacé inférieur, ses fossiles sont connus dans l'ambre du Myanmar ; ils sont datés de l'Albien supérieur soit il y a un peu plus de 100 Ma (millions d'années), ce qui en fait à la date de sa description en 2011, le plus ancien mymaridé connu.
Une seule espèce est rattachée au genre : Myanmymar aresconoides, décrite par John T. Huber en 2011. Elle a été piégée dans de la résine d'un arbre de la famille des araucariacées, peut-être du genre Agathis.

## Étymologie
Le nom générique Myanmymar résulte d'une combinaison euphonique du nom du pays où le fossile a été trouvé, le Myanmar. Le nom spécifique aresconoides indique qu'il ressemble au genre actuel Arescon.

## Description

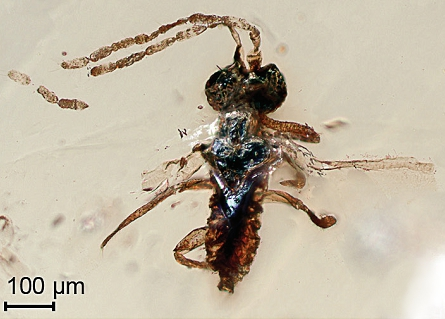
Spécimen mâle possible de M. aresconoides.

M. aresconoides, comme les autres mymaridés est une guêpe minuscule. La totalité du corps mesure environ 0,50 millimètre de long (535 μm exactement). La tête a une largeur de 120 μm avec des yeux de taille moyenne. Les antennes ont huit segments, et les palpes maxillaires de leurs pièces buccales, trois segments.
Ses ailes antérieures sont étroites, avec une nervation alaire présente sur les deux tiers de l'aile. Les ailes postérieures sont également étroites avec des côtés parallèles. Les pattes montrent de longs tarses avec cinq segments. Les tibias ne sont pas bien visibles mais paraissent de la même longueur que les tarses. L'ovipositeur est long de 218 μm.
Comme son nom d'espèce l'indique, M. aresconoides est très semblable en termes de forme et nervation des ailes au genre actuel Arescon. Trois autres genres de mymaridés actuels (Boudiennyia, Eustochomorpha et Borneomymar) partagent les principales caractéristiques de M. aresconoides (nervation des ailes antérieures couvrant plus de la moitié de l'aile, huit segments antennaires et cinq segments aux tarses). Par contre, tous les mymaridés actuels possèdent des palpes maxillaires non segmentés.
Un second spécimen qui pourrait être un mâle a été découvert. Son corps mesure 445 μm et sa tête 148 μm de large. Mais sa préservation de médiocre qualité ne permet pas de l'attribuer avec certitude à cette espèce.